# Jüdische Gemeinde Abterode
Eine Jüdische Gemeinde in Abterode, einem Gemeindeteil von Meißner im Werra-Meißner-Kreis in Hessen, bestand bereits um 1600. Sie war im 18. Jahrhundert die größte jüdische Landgemeinde in der Landgrafschaft Hessen.

## Geschichte
Die Landesherrschaft in Abterode unterstand den Quartfürsten, die Juden auf ihrem Territorium sich ansässig machen ließen, um von ihnen regelmäßige Einnahmen zu erzielen.
Zur jüdischen Gemeinde Abterode gehörten im 19. Jahrhundert auch die Juden in Germerode und Vockerode. Die jüdischen Familien lebten zunächst vor allem vom Viehhandel und dem Handel mit Lebensmitteln, Manufakturwaren und Textilien. In der Mitte des 19. Jahrhunderts gab es auch jüdische Handwerker: Drei Metzger, drei Schuhmacher, zwei Baumwollweber, zwei Färber, fünf Schneider, zwei Buchbinder und ein Schreiner. Die meisten jüdischen Familien hatten auch eine kleine Landwirtschaft.  
Die jüdische Gemeinde in Abterode besaß eine jüdische Elementarschule, ein rituelles Bad (Mikwe) sowie einen eigenen Friedhof. Sie gehörte zum Bezirksrabbinat Niederhessen (Kassel) und wurde vom Kreisrabbiner in Eschwege betreut. 

## Synagoge

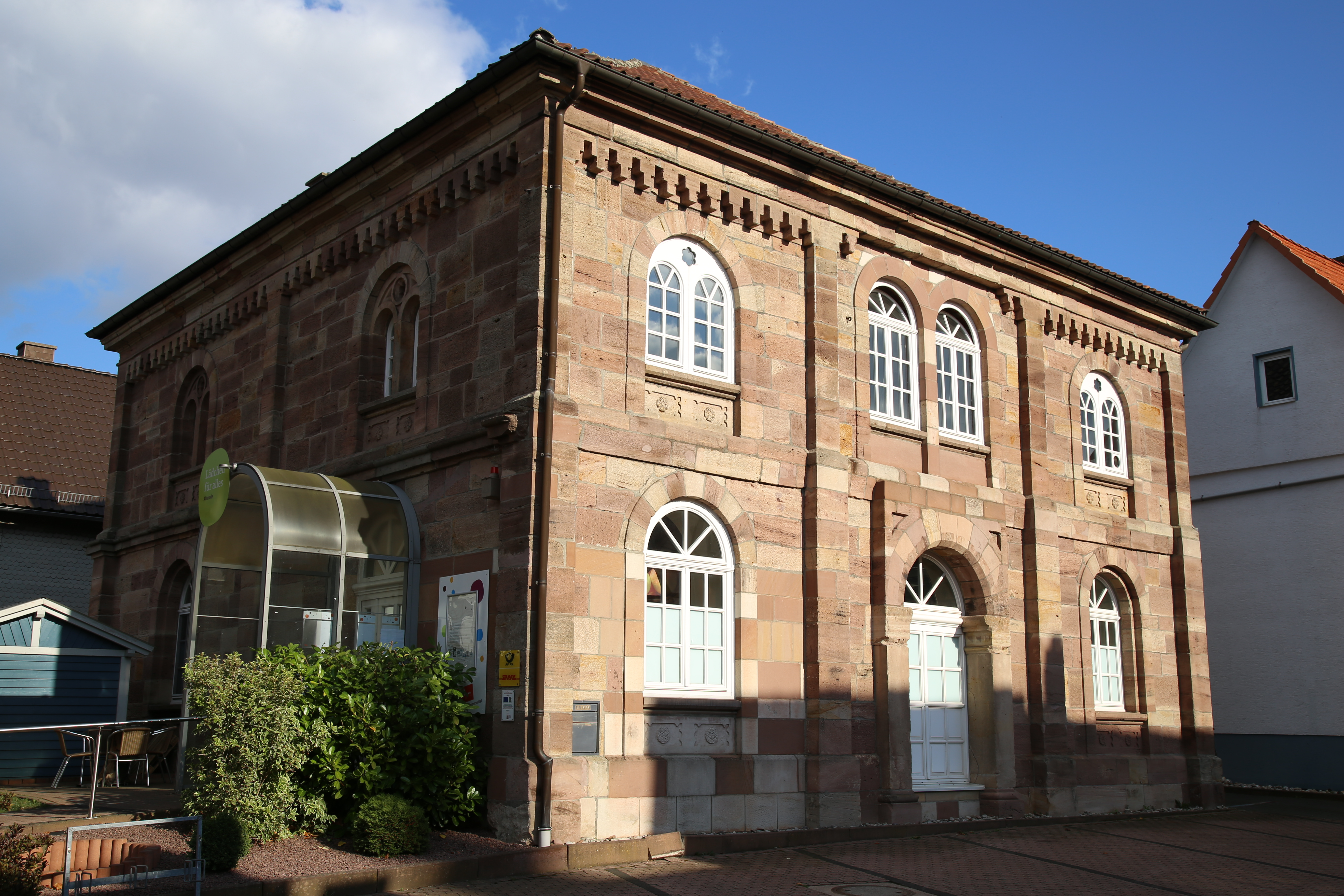
Das Gebäude der Synagoge im Jahr 2016

Eine erste Synagoge bestand wohl im Hinterweg 7, ein Fachwerkhaus mit quadratischen Grundriss. 1870 wurde eine neue Synagoge (Hinterweg 1) erbaut, ein zweigeschossiger Massivbau aus rotem Sandstein mit einem Walmdach.

## Gemeindeentwicklung
| Jahr    | Gemeindemitglieder                    |
| ------- | ------------------------------------- |
| um 1630 | 7 Familien                            |
| um 1665 | 16 Familien                           |
| 1744    | 39 Familien, etwa 23 % der Einwohner  |
| 1835    | 234 Personen                          |
| 1861    | 158 Personen                          |
| 1871    | 139 Personen, 13,4 % der Einwohner    |
| 1885    | 183 Personen, etwa 18 % der Einwohner |
| 1905    | 167 Personen                          |
| 1924    | 102 Personen, 11,2 % der Einwohner    |
| 1939    | 31 Personen                           |
| 1940    | 10 Personen                           |

## Nationalsozialistische Verfolgung
Beim Novemberpogrom 1938 wurden die jüdischen Einwohner misshandelt und ihre Wohnungen demoliert. Die Juden in Abterode wurden verhaftet und nach Eschwege transportiert.
Das Gedenkbuch des Bundesarchivs verzeichnet 32 in Abterode wohnhaft gewesene jüdische Bürger, die dem Völkermord des nationalsozialistischen Regimes zum Opfer fielen.